# Совет по кибернетике АН СССР
Совет по кибернетике АН СССР— научно-организационный центр, осуществляющий координацию важнейших научно-исследовательских работ институтов АН СССР, академий наук союзных республик, высших учебных заведений, Академии медицинских наук, Академии педагогических наук и др. ведомств по комплексной проблеме «Кибернетика». Создан в 1959 году. Председателем совета со дня его основания был академик А. И. Берг.

## Значение
В период с 1960-х до начала 1970-х годов Научный совет активно способствовал формализации научного аппарата, внедрению математической статистики и автоматизации интеллектуального труда в ранее описательных дисциплинах, таких как биология, лингвистика и экономика. Совет обладал влиянием на ведомства и боролся за институционализацию, обеспечение лабораториями, оборудованием и подготовку кадров для новых научных направлений, таких как инженерная психология и машинное обучение.

## История
В январе 1959 года Президент АН СССР А.Н. Несмеянов поручил создать комиссию для разработки плана нового органа, способного координировать кибернетические исследования в СССР. Председателем комиссии был назначен академик и адмирал-инженер Аксель Иванович Берг. Образование Научного совета в составе АН СССР стало значимой победой кибернетиков в борьбе за признание кибернетики как научной дисциплины. К моменту официального признания, кибернетическое движение в СССР стало более разнообразным, с различными специализированными республиканскими институтами. Управление этой сложной сетью требовало особого подхода и чёткого определения координационных задач, чтобы избежать превращения Совета в очередной бюрократический орган.
Ключевые роли в развитии компьютерных наук в СССР в 1950-е годы сыграли А.Н. Несмеянов и А.И. Берг. Несмеянов инициировал создание Института научной информации (1952) и Вычислительного центра АН СССР (1955). Берг, будучи заместителем Министра обороны (1953-1957), возглавлял комиссию по радиоэлектронике и продвигал разработку ЭВМ. С 1952 года он взаимодействовал с основоположниками советской кибернетики и инициировал создание Технико-экономического совета в 1959 году, занимавшегося пропагандой систем автоматического управления и надёжностью техники.
Сеть, создаваемая Бергом, была географически и дисциплинарно неоднородной. В подготовке плана «Основные вопросы кибернетики» для Президиума АН СССР участвовали: А.А. Ляпунов, Л.В. Канторович, Ю.Я. Базилевский, В.А. Трапезников, В.М. Глушков, Н.Д. Андреев, Вяч. Вс. Иванов, В.В. Солодников, М.Л. Цетлин и С.В. Яблонский. План был представлен Бергом 10 апреля 1959 года на заседании Президиума АН СССР. Берг предложил передать кибернетические исследования республиканским академиям и региональным отделениям АН СССР, оставив экспертное оценивание Отделению физико-математических наук и создав для общей координации Научный совет при АН СССР (с 1961 года — при Президиуме АН СССР).

## Цели и задачи
Ключевые направления работы по координации, разработке методов оценки научных достижений и управления организациями с различными исследовательскими целями и дисциплинарной принадлежностью были обозначены новым Президентом АН СССР М.В. Келдышем. В кибернетике начала преобладать тема космических исследований, развитие... Эти направления нашли отражение в Положении о Научном совете по комплексной проблеме «Кибернетика», подготовленном в 1966 году. Совет, подчинённый Президиуму АН СССР, должен был сосредотачивать усилия учёных на решении актуальных и перспективных проблем кибернетики, способствовать их развитию и устранять ненужное дублирование работ в этой области, что иногда приводило к организации бесконкурентной среды.

## Организация и функционирование
Научный совет по кибернетике был руководим Президиумом, в который входили председатель (А.И. Берг до 1979 года), заместитель председателя (математик Б.В. Гнеденко), руководители секций и их заместители, а также учёный секретарь (С.С. Масчан). К 1966 году в состав Президиума входили: математики А.А. Дородницын, Б.Н. Петров и В.А. Трапезников, физиолог В.В. Парин, экономист Н.П. Федоренко, радиотехник В.И. Сифоров, информатик М.А. Гаврилов, бионик Б.С. Сотсков, специалист по применению ЭВМ в энергетике В.А. Веников, лингвист и психолог Н.И. Жинкин, энциклопедист и математик-статистик В.В. Налимов и Ю.Я. Базилевский.
Президиум утверждал структуру, согласовывал планы, бюджеты и назначения, а также организовывал международные научные контакты, конференции и симпозиумы. Основная работа велась в секциях, создание которых зависело от фундаментальности направления, потребности в институционализации и актуальности решаемых проблем. В 1959-1963 годах были созданы секции по математической и технической кибернетике, семиотике, психологии, управлению энергетическими системами, теории надёжности, химической и медицинской кибернетике. К середине 1960-х годов секции были укрупнены и сгруппированы в три основные секции:
1. Секция физико-технических и математических наук:
- Математические проблемы кибернетики
- Общие и математические вопросы теории информации
- Информационные измерительные системы
- Техническая кибернетика
- Теория надежности
- Кибернетика и управление энергетическими системами
- Транспортные проблемы кибернетики

2. Секция химико-технологических и биологических наук:
- Бионика
- Биологическая и медицинская кибернетика
- Химическая кибернетика

3. Секция общественных наук:
- Философские проблемы кибернетики
- Экономическая кибернетика
- Кибернетика и психология
- Семиотика
- Кибернетика и право

Эти секции могли делиться на более мелкие подразделения.

## Перспективы развития
Планировалось использовать ресурсы кибернетики для оптимизации профессиональной научно-технической деятельности, создав Всесоюзный институт кибернетики на базе Научного совета. Этот институт должен был исследовать и разрабатывать фундаментальные основы алгоритмизации научно-технической информации. Однако проект не был реализован из-за конкуренции с Гостехникой, ЦСУ и ВНИИТИ. Инновационные разработки, такие как написание алгоритмов аннотаций статей и моделирование научного мышления, сдерживались нехваткой транзисторов, отсутствием программного обеспечения, операционными перегрузками и другими советскими реалиями.
Академик Берг считал одной из областей широкого применения ЭВМ компьютерное обучение, видя в нём механизм демократизации образования в противовес производству гениев в закрытых «экспериментальных школах» и институтах. Использовагие компьютеров в образовании должно было подготовить трудящихся к работе на автоматизированном и компьютеризированном производстве.

## Председатели научного совета по кибернетике при Президиуме АН СССР
- Берг А. И.
- Белоцерковский О. М.
- Велихов Е. П.
- Ершов А. П.
- Петров Б. Н.